# Październik 2010

## 31 października
- Drugą turę wyborów prezydenckich w Brazylii wygrała Dilma Rousseff. (PAP)
- Odbyły się wybory w Tanzanii i na Wybrzeżu Kości Słoniowej oraz referendum konstytucyjne w Nigrze.

## 29 października
- W Dosze tenisistka Jelena Diemientjewa ogłosiła zakończenie kariery zawodowej. (skysports.com)

## 28 października
- W archikatedrze łódzkiej odbyła się uroczystość pogrzebu Marka Rosiaka, działacza PiS zamordowanego 19 października 2010 w łódzkim okręgowym biurze partii. (rp.pl)

## 27 października
- Odkryto najcięższy znany pulsar PSR J1614-2230. (www.nrao.edu)
- Zmarł Néstor Kirchner, prezydent Argentyny w latach 2003-2007, małżonek prezydent Cristiny Fernández de Kirchner oraz sekretarz generalny UNASUR w 2010. (BBC News)

## 26 października
- Zmarł Paul, ośmiornica znana z trafnego „typowania” wyników meczów reprezentacji Niemiec w piłce nożnej. (interia.pl)

## 23 października
- Zmarł David Thompson, premier Barbadosu. (BBC News)
- W Bahrajnie odbyły się wybory parlamentarne. (BBC News)

## 21 października
- Siergiej Sobianin został zatwierdzony na stanowisko mera Moskwy. (tvn24.pl)
- Guillermo Fariñas, kubański dysydent, został laureatem Nagrody Sacharowa. (Wiadomości24)
- Piotr Duda został nowym przewodniczącym NSZZ „Solidarność”. (wp.pl)

## 20 października
- Julianna Awdiejewa została zwyciężczynią XVI Międzynarodowego Konkursu Pianistycznego im. Fryderyka Chopina. (Gazeta.pl)

## 19 października
- W Łodzi, w okręgowym biurze poselskim partii Prawo i Sprawiedliwość, zamordowany został Marek Rosiak, asystent deputowanego do PE Janusza Wojciechowskiego. Druga ofiara napastnika, Paweł Kowalski, asystent posła Jarosława Jagiełły, został ciężko raniony nożem. (tvp.info)
- W wyniku zamachu przeprowadzonego przez rebeliantów czeczeńskich na parlament w stolicy Czeczenii, Groznym zginęło 6 osób, a 17 zostało rannych. (tvn24.pl)

## 17 października
- Papież Benedykt XVI kanonizował w Rzymie sześć osób, wśród nich Stanisława Kazimierczyka, kaznodzieję żyjącego w XV wieku, oraz Maria MacKillop, założycielkę zgromadzenia józefitek brązowych[1].

## 14 października
- Mark Rutte objął stanowisko premiera Holandii. (Reuters)

## 13 października
- Rozpoczęło się wydobywanie na powierzchnię górników, którzy zostali uwięzieni pod ziemią 5 sierpnia w wyniku tąpnięcia w Copiapó (Chile). (wp.pl)

## 12 października
- Co najmniej 43 osób zginęło, a 11 zostało rannych w wyniku katastrofy autobusu z lokomotywą na przejeździe kolejowo-drogowym w mieście Marganiec na Ukrainie[2].
- W katastrofie drogowej pod Nowym Miastem nad Pilicą zginęło 18 osób. (tvn24.pl)

## 11 października
- Dale Mortensen, Peter Diamond, oraz Christopher Pissarides zostali laureatami Nagrody Nobla w dziedzinie ekonomii za analizę rynków z tzw. search frictions. (NobelPrize.org)

## 10 października
- Antyle Holenderskie rozpadły się na pięć osobnych terytoriów. (Reuters)
- W Kirgistanie odbyły się wybory parlamentarne. (Reuters)
- Sojuz TMA-01M zacumował do modułu Poisk Międzynarodowej Stacji Kosmicznej. (nasa.gov)

## 8 października
- Sojuz TMA-01M wystartował z kosmodromu Bajkonur w kierunku Międzynarodowej Stacji Kosmicznej (nasa.gov)
- Liu Xiaobo został laureatem Pokojowej Nagrody Nobla[3].

## 7 października
- Mario Vargas Llosa został laureatem Nagrody Nobla w dziedzinie literatury w uznaniu za jego mapowanie struktur władzy i stanowcze obrazy oporu, buntu i porażek jednostek (nobelprize.org)

## 6 października
- Richard Heck, Ei'ichi Negishi i Akira Suzuki zostali nagrodzeni Nagrodą Nobla w dziedzinie chemii za reakcje syntezy organicznej przy użyciu katalizatorów palladowych (nobelprize.org).

## 5 października
- Andriej Gejm razem ze swoim uczniem, Konstantym Nowosiołowem, otrzymali Nagrodę Nobla w fizyce za odkrycie grafenu. (gazeta.pl)

## 4 października
- Robert Edwards został laureatem Nagrody Nobla w dziedzinie fizjologii lub medycyny za rok 2010 „za rozwój zapłodnienia in vitro” (nobelprize.org).

## 3 października
- W I turze wyborów prezydenckich w Brazylii zwyciężyła Dilma Rousseff. (Reuters)

## 1 października
- David Lloyd Johnston został zaprzysiężony na gubernatora generalnego Kanady[4].